# Lü Buwei
Pour les articles homonymes, voir Lü.
Dans ce nom, le nom de famille, Lü, précède le nom personnel.
Lü Buwei (chinois traditionnel : 呂不韋, chinois simplifié : 吕不韦, pinyin : Lǚ Bùwéi, Wade-Giles : Lü Pu-wei) – né vers -291 ? – mort en -235 – est un personnage important de la fin de la Période des Royaumes combattants, préparant l'unification de la Chine qui suivit, sous l'empereur Qin Shi Huang. Riche marchand devenu ministre, il régenta de manière avisée l'État de Qin durant plus de dix ans, avant d'être écarté à la majorité du roi Qin, futur Premier Empereur, et finalement de se suicider. On lui doit les Annales des Printemps et des Automnes de Lü la grande compilation encyclopédique des savoirs qu'il commandita.
Le personnage de Lü Buwei est connu, comme la plupart de ses contemporains, par des annales historiques tardives, le Shiji (les « Mémoires historiques ») de Sima Qian, le Zhan Guo Ce (« Intrigues des Royaumes Combattants »), et le Shuoyuan (說苑, "Jardin des Histoires"). Lü Buwei y est désigné comme le père du Premier Empereur, la mère de celui-ci ayant été son ancienne concubine. Cette filiation, mentionnée dans ces annales tardives et partiales, a pour but évident de déprécier le Premier Empereur en faisant de lui l'enfant bâtard d'un marchand avec une courtisane. Pour cette raison, elle est souvent remise en question et apparaît peu probable, sans qu'il soit possible d'apporter une preuve concluante de la vraie parenté de Qin Shi Huangdi.
Une des biographies du Shiji est consacrée à Lü Buwei.

## Investissement royal
Selon le Shiji, Lü Buwei était un marchand de Yangdi (royaume de Wei) qui voyageait et avait fait fortune en achetant à bon prix ce qu'il revendait plus cher. C'est à Handan, capitale du royaume de Zhao, qu'il rencontra le prince Yi Ren (異人), grâce à qui il allait faire une brillante carrière politique au sein de l'État de Qin.
En -267, le roi Zhaoxiang de Qin, très âgé, avait perdu son fils aîné et désigné son cadet, le prince d'Anguo (安国), comme héritier du royaume. Ce dernier n'avait pas de fils de son épouse principale, la dame Huayang (華陽), mais plus de vingt enfants d'épouses secondaires, dont le prince Yi Ren. De moindre importance, ce dernier avait été envoyé comme otage au royaume rival de Zhao, conformément à une tradition déjà ancienne. À une période contemporaine de la bataille de Changping, où le Qin écrasa le Zhao, il vivait dans des conditions modestes, sinon misérables.
C'est à Handan que le jeune prince et l'ambitieux marchand lièrent leurs destinées.
Selon la légende rapportée par le Zhan Guo Ce, Lü Buwei exposa son projet à son père :
« - Quelle rentabilité, lui demanda-t-il, peut-on attendre d'une terre cultivée ?

- Sans doute dix fois la mise de départ.

- Et pour des pierres précieuses ?

- Cent fois.

- Et pour avoir aidé un prince à monter sur un trône ?

- C'est impossible à évaluer.

- Même si j'étais un fermier modèle, j'aurais à peine de quoi me nourrir et me vêtir, mais si je réussis à installer un souverain, alors je serai assez riche pour laisser des terres et un nom à mes héritiers. »
Ainsi selon les annales historiques, Lü Buwei utilisa son influence et sa fortune pour faire campagne en faveur du jeune prince, qui avait donné son accord. Il fit le voyage jusqu'à Xianyang, capitale de Qin, pour y plaider sa cause auprès de l'entourage de la dame Huayang, avançant des arguments convaincants tout en offrant de grandes quantités d'or. Le nom de Yi Ren fut changé, et il fut rebaptisé Zi Chu (子楚), pour plaire à Huayang, qui avait été une princesse du royaume de Chu avant d'épouser l'héritier de Qin. Ces manœuvres portèrent leurs fruits, car la dame Huayang, convaincue, en parla à son tour à son époux, qui ne savait rien lui refuser.
Lü Buwei revint finalement à Handan avec un sceau de jade fabriqué pour le prince Zi Chu et le désignant comme héritier, alors que lui-même s'était vu décerner le titre de précepteur du prince. La fortune du marchand, et les échanges de présents entre le nouvel héritier et ses parents au Qin, permirent dès lors d'assurer au prince un meilleur train de vie.
La période suivante demeure l'une des plus controversées de l'histoire de cette période, puisqu'elle concerne la filiation tant dépréciée du futur Premier Empereur.
Selon le Shiji, Lü Buwei comptait, dans sa maison, une concubine, chanteuse ou danseuse, prénommée Zhaoji. Le prince Zi Chu la voulut pour lui, ce que Lü Buwei ne put ou ne sut lui refuser.
En -259, Zhaoji donnait naissance à un fils, qui fut prénommé Zheng (政), sans doute en référence à son mois de naissance.
En -257, les armées de Qin marchèrent une nouvelle fois contre le royaume de Zhao. Parvenant aux portes de Handan, ils firent le siège de la capitale. Dès lors, l'otage de Qin et sa famille n'étaient plus en sécurité. Assigné à résidence par les autorités de la cité, il fallut l'ingéniosité de Lü Buwei qui, grâce à sa fortune et ses réseaux, permit au prince de quitter secrètement la cité, mais y laissant son épouse et son jeune enfant. Un récit de la tradition populaire dit qu'un serviteur de la maison, appelé Zhao Sheng prit la place de son maître et fut exécuté, en échange de quoi son propre fils, le futur Zhao Gao, fut sauvé. Il allait en effet devenir un personnage important sous la dynastie Qin. Toujours est-il que Zi Chu rejoignit les forces Qin grâce à son tuteur Lü Buwei, prenant sa nouvelle place à la cour de son pays natal.
Les diverses sources sont contradictoires ou silencieuses sur la période où Zhaoji et son fils Zheng demeurent à Handan, séparés de Zi Chu mais vraisemblablement en sécurité, grâce à la notoriété ou au statut de Zhaoji au Zhao ; de même sur la vie et les agissements de Lü Buwei durant la même période.
En -251, le roi Zhaoxiang de Qin meurt finalement, et le prince d'Anguo lui succède sur le trône. Son règne est éphémère, entre quelques jours et trois mois selon les versions, avant de mourir à son tour et de recevoir le nom posthume de roi Xiaowen.
Au plus tard durant cette période, Zhaoji et son fils, encore appelé Zhao Zheng, ainsi que Lü Buwei, avaient quitté Handan et rejoint Xianyang, la capitale de Qin.
Le prince Zi Chu devint le roi Zhuangxiang de Qin, et son ancien tuteur Lü Buwei fut nommé Chancelier du royaume.

## Carrière politique au Qin

### Chancelier du roi Zhuangxiang
« 
La première année de son règne (250 av. J.-C.), le roi Zhuangxiang proclama une amnistie générale des condamnés ; il honora les sujets qui avaient bien mérité sous les rois précédents ; il se montra vertueux, éleva en dignité ses proches parents et répandit ses bienfaits sur le peuple. Le prince des Zhou orientaux fit avec les seigneurs un complot contre Qin. Qin chargea son conseiller Lü Buwei de le mettre à mort et d’annexer tout son royaume. »
En reconnaissance des services rendus, Lü Buwei, qui avait tant fait pour l'avènement du nouveau roi, fut nommé Chancelier de Qin, l'équivalent d'un premier ministre. Durant le court règne de Zhuangxiang, le royaume poursuivit ses campagnes militaires et la consolidation de ses frontières.
Quelques années plus tôt, en -256, le roi Zhaoxiang de Qin avait profité d'une tentative désespérée du dernier héritier de la dynastie royale des Zhou orientaux de contrer le Qin pour soumettre le Domaine royal. En -255 le dernier Fils du Ciel nominal dut venir se prosterner devant le vieux roi Qin. Il put repartir en vie, non sans avoir cédé trente-six villes de son fief déjà réduit, sonnant un glas définitif à la longue agonie de sa dynastie.
À la manière des grands seigneurs de l'époque, Lü Buwei prend, durant le règne de Zhuangxiang, le commandement des armées de Qin et annexe les vestiges du Domaine royal. Ce sera probablement la seule expédition de sa courte carrière militaire.
C'est sur le plan politique que l'habileté de Lü Buwei s'épanouit. Le roi Zhuangxiang meurt en -247 encore jeune, après avoir régné moins de trois ans. Son héritier, Ying Zheng, n'a que treize ans lorsqu'il monte sur le trône. Vu la jeunesse du roi, le gouvernement revient naturellement à Zhaoji, désormais reine mère, ainsi qu'à Lü Buwei.
On attribue parfois à ce dernier le décès opportun de Zhuangxiang, qui le conduisit au sommet de l'état.

### Apogée politique: régent et tuteur de Ying Zheng
Pour les services rendus à la famille royale, Lü Buwei se voit offrir en fief les terres de l'ancien Domaine royal Zhou qu'il avait lui-même conquises, à Luoyang au Henan. Il reçoit le titre de marquis, ainsi que la dignité de Zhong Fu, "second père" du jeune roi, qui l'appelait "Oncle". Reconduit dans ses fonctions de Chancelier, l'ancien marchand devient de fait le régent de Qin.
« 
Lü Buwei était conseiller ; il avait une dotation de dix mille foyers et son titre était « marquis de Wenxin » ; il appelait à lui et attirait les hôtes et les aventuriers, car il voulait par leur moyen subjuguer tout l’empire. »
Il assuma la régence pendant près d'une décennie, dirigeant l'administration et l'armée, avec une habileté certaine si l'on en juge par l'état du pays lorsque le roi Ying Zheng prit les rênes du pouvoir.
De cette période date la création du canal Zheng, construit par l'ingénieur Zheng Guo qui, à terme, multiplia le rendement agricole du Qin et dont l'importance stratégiques perdura.
L'administration du régent fit également d'importants efforts pour honorer les riches négociants, et les intégrer aux corps d'État, ce qui n'a rien de surprenant vu les origines de Lü Buwei.
Mais c'est par son mécénat intellectuel que Lü Buwei devait asseoir sa réputation. L'ancien marchand était alors si prospère qu'il disposait, selon la tradition populaire, d'un grand palais et de dix mille serviteurs. Comme d'autres contemporains, grands aristocrates réputés des royaumes rivaux, Lü Buwei invita à sa cour les lettrés de tous les royaumes, et les traita avec prodigalité. Il finit par entretenir une cour de trois mille personnes, parmi lesquels de grands intellectuels, grâce auxquels il put commanditer son grand projet de compilation des savoirs, les Annales des Printemps et des Automnes de Lü.
Un fonctionnaire originaire du Chu, Li Si, promis à un grand avenir dans l'empire Qin, était alors l'un des clients du régent et attira l'attention du roi, à moins que Lü Buwei lui-même ne l'ait désigné comme précepteur du jeune souverain. C'est dans ce climat intellectuel que grandit Ying Zheng, le jeune souverain qui allait devenir le Premier Empereur de Chine.
La régence connait également de nombreuses difficultés. Le Shiiji fait référence, durant cette période, à une famine, une invasion de sauterelles et une épidémie, auxquelles le gouvernement doit faire face. Inventif, Lü Buwei offre un rang de noblesse à qui offrit mille mesures de grains à l'État.
Le Qin est alors devenu une force de premier plan, et le vide laissé par la destruction de l'ancienne dynastie Zhou ouvre des perspectives hégémoniques pour l'État en position de le faire. C'est une ambition qu'avait sûrement Lü Buwei, et que son protégé mènera à bien.

## Annales des Printemps et des Automnes de Lü
Marchand à la fortune colossale, Lü Buwei est conscient du mépris que lui vaut dans le monde des lettrés son passé de négociant, profession traditionnellement méprisée dans la culture chinoise. Il entreprend alors de laisser son nom à une œuvre littéraire majeure et réunit dans son palais les représentants les plus prestigieux de toutes les écoles de pensées de son temps. Le produit de ce travail collectif, attribué à Lü Buwei sous le nom de Lüshi Chunqiu (« Annales des Printemps et des Automnes de Lü »), tente d'organiser les différents systèmes philosophiques de l'époque. Il est souvent confondu avec les Annales des Printemps et des Automnes attribuées à Confucius, qui appartiennent aux Cinq Classiques. Le but de cet ouvrage est d'effectuer une synthèse de toute la connaissance du Qin, et de créer une philosophie d'État.
La réunion de ces textes représente plus de 200 000 mots, répartis en huit « Observations », six « Traités », et douze « Mémoires ». Par vanité, Lü Buwei l'exposa sur la place principale de la capitale, avec une promesse de mille onces d'or à quiconque pourrait y soustraire ou rajouter un mot. Bien entendu, personne ne s'y risqua.

## Disgrâce et mort
Sous la régence de Lü Buwei, comme à toutes les époques, la cour de Qin connaissait des intrigues et des luttes d'influence. Le sommet de l'état était occupé par la reine mère et l'ancien marchand. Les annales prétendent que leurs relations illicites se poursuivirent après le décès du roi Zhuangxiang. Mais l'apparition d'un nouveau favori de la reine, Lao Ai (嫪毐), et les évènements qui suivirent et causèrent finalement la chute de Lü Buwei, traduisent les luttes pour le pouvoir autour du trône de Qin à cette époque.
Selon le Shiji, Lü Buwei, craignant que les excès de la reine mère ou que ses propres relations avec elle ne soient découverts, prend à son service un homme du nom de Lao Ai, un courtisan à la virilité notable qu'il présente à son ancienne concubine, afin de pouvoir l'écarter. Lorsque celle-ci voulut se l'approprier, c'est l'ingénieux régent qui organise, ou suggère, la manœuvre. Lao Ai est accusé d'un faux crime, et condamné à la castration. La reine mère achète alors l'exécuteur de la sentence, afin de le soustraire secrètement à son châtiment, le fait entièrement épiler à la semblance des eunuques, et l'incorpore ensuite à son personnel.
Elle tombera finalement amoureuse de son nouveau favori, et après avoir quitté la cour pour l'ancienne capitale de Yong, lui donna deux enfants. Ayant désormais toutes les faveurs de la reine, la fortune de Lao Ai semble alors avoir été croissante jusqu'à concurrencer le pouvoir du régent lui-même :
« 
Lao Ai fut anobli sous le titre de marquis de Changxin ; on lui donna le territoire de Shanyang ; il reçut l’ordre d’y demeurer ; ce qui concernait les palais et les édifices, les chevaux et les chars, les vêtements, les jardins et les parcs, les courses et les chasses, était réglé à la fantaisie de Ai ; il n’était aucune affaire grande ou petite, qui ne fût décidée par Ai ; en outre, les commanderies de Hexi et de Taiyuan furent transformées en royaume de Ai. »
Les deux hommes semblent alors accaparer le pouvoir et se le disputer, comme l'indique également le Zhan Guo Ce :
« 
Partout dans Qin, que vous teniez la barre des affaires ou que vous poussiez la brouette, la question est toujours la même : "Êtes-vous du côté de l'impératrice et de Lao Ai ou de celui de Lü Buwei ?" Que vous entriez dans un hameau ou arpentiez couloirs et temples de la capitale, la même question revient. »
Même le roi Ying Zheng dut patienter jusqu'à ses 22 ans pour prendre finalement le pouvoir, peut-être de force, des mains de ces hauts conseillers. Mais lorsqu'il finit par s'affirmer, en -238, il diligente une enquête et découvre le scandale de la condition de Lao Ai, poussant celui-ci à l'action. L'échec du faux eunuque devait sceller le sort des régents, ainsi que celui de leurs suivants, comme le décrit le Shiji :
« 
Au jour ji-you, le roi prit le chapeau viril et ceignit l’épée. Lao Ai, marquis de Changxin, fomenta une rébellion ; ayant été découvert, il contrefit le sceau personnel du roi et le sceau de la reine douairière ; il s’en servit pour lever les troupes provinciales et les troupes de la garde, la cavalerie des fonctionnaires et les clients des chefs Rong et Di ; il se proposait d’attaquer le palais qinian et de faire une révolte. Le roi l’apprit ; il ordonna au conseiller d’État, prince de Changping et au prince de Changwen de lever des soldats pour attaquer Ai ; ils combattirent à Xianyang et coupèrent plusieurs centaines de têtes ; tous deux reçurent des titres dans la hiérarchie ; en outre, les eunuques du palais avaient tous pris part au combat ; ils reçurent aussi un degré de la hiérarchie. Ai et les siens furent battus et s’enfuirent. Alors une ordonnance fut promulguée dans le royaume promettant une récompense d’un million de pièces de monnaie à qui prendrait Ai vivant et cinq cent mille pièces de monnaie à qui le tuerait. Le roi s’empara de Ai et de tous ses complices (…), en tout vingt hommes. Tous eurent leurs têtes suspendues sur des perches et leurs corps écartelés entre des chars afin qu’ils servissent d’exemple et l'on extermina leurs parents et leurs clients. Ceux qui étaient moins coupables furent condamnés à recueillir le bois à brûler pour le temple des ancêtres, puis on leur enleva leurs rangs dans la hiérarchie et on les transporta dans le pays de Shu,. »
Les deux enfants de Lao Ai et de la reine mère furent placés dans des sacs, précise-t-on, et battus à mort. Le sort des rebelles était réglé.
Celui de Lü Buwei suivit. Son habileté politique lui avait à priori permis de garder ses distances avec la tentative de Lao Ai, mais son implication dans toute l'affaire entraîna inévitablement sa disgrâce, et permit à Ying Zheng d'assurer son emprise sur le Qin. En -237, l'ancien régent fut démis de ses fonctions, et quitta la cour pour son fief dans le Henan, accompagné de son importante suite. Le roi retira les pouvoirs détenus par les lettrés et les étrangers invités par Lü Buwei (à l'exception notable de Li Si) pour les restituer à l'aristocratie héréditaire Qin.
Le répit de Lü Buwei fut de courte durée. Le roi, sans doute incité par son nouveau ministre Li Si, et craignant la rébellion, lui fit porter un ordre d'exil au ton menaçant :
« 
Quels sont vos mérites en ce qui concerne mon royaume ? Vous avez pourtant reçu un fief de cent mille foyers au Henan. Quels sont vos liens de parenté avec nos souverains pour porter le titre de "père secondaire" ? Je vous ordonne d'aller avec votre famille résider dans la province de Shu. »
Sachant qu'il ne pouvait opposer aucune résistance, et voulant éviter une mort infâmante, Lü Buwei se suicida par empoisonnement.
« 
La douzième année (235 av. J.-C.), le marquis de Wenxin, Lü Buwei mourut ; on lui fit des funérailles furtives. Parmi ceux de ses clients qui le pleurèrent, ceux qui étaient des gens de Jin furent expulsés hors du royaume ; ceux qui étaient des gens de Qin, s’ils avaient des émoluments de six cents mesures de grains ou plus, se virent enlever leurs rangs dans la hiérarchie et furent déportés ; s’ils avaient des émoluments de cinq cents mesures ou moins, ils furent considérés comme n’ayant pas pleuré, et furent déportés sans qu’on leur enlevât leurs rangs dans la hiérarchie, À partir de ce moment, lorsque le cas se présenta de gens qui, comme Lao Ai et Lü Buwei, avaient dirigé les affaires de l’État contrairement à la justice, on dressa la liste de leur clientèle en prenant modèle sur ce précédent. »
De la même époque date un décret d'expulsion de tous les étrangers, promulgué par le roi. Il est possible que la présence encore importante des suivants et des clients de Lü Buwei au Qin en soit la cause. Quoi qu'il en soit, cette décision ne fut jamais appliquée, grâce à un célèbre discours de Li Si, qui se voyait également concerné par la mesure.

## Postérité
Une fois l'unification de la Chine effectuée, l'empereur, rebaptisé Qin Shi Huangdi, visita la tombe de l'ancien régent. À cette occasion, dit-on, il ordonna à son fils de respecter la mémoire de Lü Buwei.
Après la mort de son commanditaire et durant la période impériale Qin, le Lüshi Chunqiu tomba dans l'oubli. Mais il revint en grâce sous la Dynastie Han, qui succéda aux Qin, et il traversa les périodes postérieures, dévoilant de nombreuses informations sur le savoir et la pensée de la période contemporaine de Lü Buwei.
Koblock et Riegel comparent les perspectives historiques occidentales et orientales au sujet de Lü Buwei :
« 
Lü arrangea la succession d'un prince mineur au trône de Qin ; et quand ce prince mourut après quelques mois sur le trône, Lü devint régent pour son jeune fils, le futur Premier Empereur de Qin. En Occident, nous considérerions Lü comme un prince-marchand, un mécène de la culture et la littérature, un homme d'État éminent et un sage conseiller, sorte de prince de Médicis qui n'aurait pas seulement influencé Florence et l'Italie, mais toute la civilisation européenne.
Mais en Chine, les événements de la vie de Lü, ainsi que le fait qu'il était de la classe dédaignée des marchands, condamnèrent Lü aux yeux des lettrés Han. Ils considérèrent Qin et son unification de la Chine comme un mal absolu. Ainsi Lü n'était-il, à leurs yeux, qu'un parvenu et un opportuniste dont les intrigues rendirent le mal issu de Qin possible.
Ce fut un personnage sinistre, largement condamnable et éminemment digne du ridicule et de la calomnie. »

## Fiction
- L'histoire romancée de Lü Buwei et de la vraie nature de sa relation avec le Premier Empereur est au centre du film L'Empereur et l'Assassin, de Chen Kaige, présenté au Festival de Cannes 1999.
- Lü Buwei est un des personnages principaux de la trilogie romanesque Le Disque de Jade, de José Frèches.
- Lü Buwei est également l'un des personnages principaux du manga Kingdom sous le nom de Ryo Fui.